# Spionprogram
Spionprogram (engelska: Spyware) är datorprogram som körs på en dator utan användarens godkännande, och samlar och vidarebefordrar information till annan part. Informationen kan omfatta korrespondens, lösenord och liknande.
Spionprogram installeras i allmänhet av användaren själv tillsammans med program användaren vill ha. Det kan då röra sig om trojanska hästar eller komponenter som det redogörs för i programmets användningsvillkor, eventuellt i det finstilta. Spionprogram kan också installeras av datavirus, maskar och andra skadeprogram eller manuellt i samband med dataintrång.
En stor klass av spionprogram använder information om användaren för att välja vilken reklam som skall visas åt honom eller henne. Andra spionprogram samlar in statistik som analyseras skilt och inte direkt påverkar användaren. Den allvarligaste typen av spionprogram samlar känslig information, såsom lösenord, kreditkortsnummer eller, ifråga om riktade attacker, till exempel känsliga dokument.
Kakor kan användas för att samla information om en användares vanor på webben, på ett sätt som motsvarar vad som samlas in av en del spionprogram, och sådana kakor inkluderas också i begreppet spyware. Kakor är dock inga program och sådan informationssamling förutsätter att den som samlar informationen har viss kontroll över innehållet på de webbsidor som ingår i informationsinsamlingen, till exempel genom reklamer eller ”banners”.
Man kan i viss mån skydda sig mot spionprogram genom att använda en brandvägg som filtrerar bort oönskad kommunikation. Spionprogram kan dock relativt enkelt maskera kommunikationen så att den inte går att skilja från normal trafik annat än med mycket restriktiva inställningar. Vissa antivirusprogram känner också igen spionprogram, åtminstone i den mån det gäller program som är spridda av skadeprogram.

## Antispionprogram
Många programmerare och vissa kommersiella företag har släppt produkter avsedda för att ta bort eller blockera spionprogram och spionerande cookies. Program som PC Tools Spyware Doctor, Lavasofts Ad-Aware och Patrick Kolla's Spybot - Search & Destroy vann snabbt popularitet som verktyg för att ta bort, och i vissa fall avbryta spionprogram. 
Den 16 december 2004 förvärvade Microsoft programmet GIANT AntiSpyware, döpte om det till Windows AntiSpyware beta och släppte det som en gratis nedladdning för äkta Windows XP- och Windows 2003-användare. År 2006 döptes programmet om till Windows Defender.